# Невероятный Халк: Испытание
«Невероятный Халк: Испытание» (англ. The Trial of the Incredible Hulk) — американский супергеройский телефильм 1989 года, основанный на телесериале «Невероятный Халк» 1978 года. По сюжету, персонажи Marvel Comics Халк и Сорвиголова объединяют усилия против Уилсона Фиска. Как и в случае с проектом «Невероятный Халк: Возвращение», этот телефильм также выступал в качестве пилотного эпизода для сериала «Сорвиголовы» (который так и не был снят). Съёмки проходили в Ванкувере, Британской Колумбии. Режиссёрское кресло занял Билл Биксби. Также в фильме приняли участие Лу Ферриньо, Рекс Смит и Джон Рис-Дэвис. Вопреки названию фильма, сценарист и исполнительный продюсер Джеральд Ди Пего заявил, что идея предать Халка суду никогда даже не обсуждалась.

## Сюжет
Оказавшись в бегах после событий предыдущего телефильма, разочарованный и подавленный Дэвид Бэннер устраивается на работу на севере под именем Дэвид Белсон. Его задирает хулиган, после чего у Дэвида возникает соблазн сразиться с ним, но, понимая, что он снова превратится в Халка, Бэннер уходит.
Позже Дэвид направляется в большой город в надежде снять комнату и остаться инкогнито. Он не знает, что город, в который он прибыл, находится под контролем могущественного криминального авторитета по имени Уилсон Фиск, находящийся в конфронтации с таинственным, одетым в чёрный костюм борцом с преступностью, известным как Сорвиголова. Когда двое приспешников Фиска заходят в пригородный поезд метро после ограбления ювелирного магазина, один из них проявляет интерес к женщине, которая также едет в поезде, но та отвергает его. Дэвид становится свидетелем нападения и превращается в Халка, что сопровождается разрушениями и хаосом. Вскоре Дэвида арестовывают полицейские и ошибочно предъявляют ему обвинения в совершении преступления.
В ожидании суда слепому адвокату Мэтту Мёрдоку поручают защищать Дэвида. Дэвид отказывается сотрудничать, но Мёрдок заявляет о вере в его невиновность, будучи преисполненным решимости оправдать Бэннера. Однажды ночью, находясь в тюрьме, Дэвиду снится кошмар о предстоящем суде, в котором он превращается в Халка на месте свидетельских показаний. Стресс от этого заставляет его трансформироваться в реальности, в результате чего Халк приходит в ярость и вырывается из тюрьмы.
В дальнейшем Дэвид Бэннер объединяется с Сорвиголовой, который раскрывает себя как Мэтта Мёрдока. Мэтт пересказывает Дэвиду историю своего происхождения, в которую Бэннер верит с трудом. Также Сорвиголова сообщает, что у него есть союзник в полиции, который предоставляет ему информацию, касающуюся преступной деятельности. Сорвиголова отправляется проверить наводку, предоставленную его информатором, однако источником наводки оказывается Уилсон Фиск, отчего Сорвиголова получат серьёзные ранения в засаде, устроенной людьми Фиска. Дэвид спешит на помощь и превращается в Халка, спасая Мэтта от Фиска и его людей, которые убегают с места происшествия. Находясь в сознании, Мэтт исследует лицо Халка, когда тот снова превращается в Дэвида, узнавая секрет Дэвида.
Тем временем Фиск узнаёт о свидетеле нападения в метро, которого похищает с целью убить, однако та очаровывает помощника Фиска и тот спасает её. Ко всему прочему, Фиск планирует организацию крупной встречи криминальных авторитетов преступного мира, чтобы предложить объединить их усилия в синдикат с самим собой в качестве председателя.
Используя своё медицинское образование, Дэвид лечит травмы Мэтта и придумывает версию о том, что тот получил их после падения с лестницы. В то время как Мэтт разочаровывается в себе, Дэвид наоборот укрепляет уверенность в себе, будучи тронутым тем, как Мэтт ужился со своими способностями, также полученными в результате радиации. После небольших уговоров Дэвида, Мэтт проходит курс восстановления. Вскоре они возвращаются к работе и отправляются спасать взятую в заложницы женщину. Оба героя вступают в бой с Уилсоном Фиском и его людьми и в конечном итоге преуспевают в победе над ним без появления Халка. Фиск и его помощник убегают, однако с Бэннера снимают обвинения.
Дэвид и Мэтт расстаются друзьями: в то время как Дэвид продолжает поиски лекарства от своих способностей, Мэтт остаётся в городе, чтобы защитить его.

## В ролях
- Билл Биксби — доктор Дэвид Бэннер
- Лу Ферриньо — Халк
- Рекс Смит — Мэтт Мёрдок / Сорвиголова
- Джон Рис-Дэвис — Уилсон Фиск
- Марта Дюбуа — Элли Мендес
- Нэнси Эверхард — Криста Кляйн
- Ричард Каммингс-младший — Эл Петтиман
- Николас Хорманн — Эдгар
- Джозеф Масколо — Альберт Г. Тенделли
- Линда Дарлоу — фальшивая медсестра
- Джон Новак — Денни
- Дуайт Косс — Джон
- Мередит Бейн Вудворд — смотритель фермы
- Марк Ачесон — Тёрк

В фильме состоялось первое камео Стэна Ли, который сыграл одного из членов присяжных в суде. С тех пор Ли продолжил появляться во многих последующих проектах Marvel.

## Критика
«Невероятный Халк: Испытание» получил высокие рейтинги.
Зрители отнеслись к нему с меньшим энтузиазмом, чем к фильму «Невероятный Халк: Возвращение». Наибольшей критике подверглось отсутствие самого Халка в финальном акте и вводящее в заблуждение название («суд» происходит только во сне).
Телефильм получил смешанные, преимущественно негативные отзывы от критиков и зрителей. На сайте IMDb картина получила оценку 5,9/10 На агрегаторе Rotten Tomatoes рейтинг свежести от зрителей составил 47 % со средней оценкой 3,3/5.
В ретроспективном обзоре Radio Times Guide to Films кинокритик Нариндер Флора присвоил фильму 2 звезды из 5, назвав его «типичным для своего времени боевиком» со «всеми признаками исчерпавшей себя идеи».

## Релиз
Starmaker Videos выпустила телефильм на VHS в декабре 1992 года. Переиздание от Image Entertainment вышло 11 октября 2011 года. 26 октября 2021 года Universal Studios выпустила Blu-ray издание под названием «The Incredible Hulk: The Complete Series», включающее в себя оригинальный сериал и телефильмы по его мотивам.